# Primordijalni nuklid
U geohemiji, geofizici i nuklearnoj fizici, primordijalni nuklidi, takođe poznati kao primordijalni izotopi, su nuklidi pronađeni na Zemlji koji postoje u svom sadašnjem obliku od pre nego što je Zemlja formirana. Primordijalni nuklidi su bili prisutni u međuzvezdanom medijumu iz kojeg je formiran Sunčev sistem, i formirani su tokom ili posle Velikog praska, nukleosintezom u zvezdama i supernovama praćenom izbacivanjem mase, spalacijom kosmičkih zraka i potencijalno iz drugih procesa. Oni su stabilni nuklidi, kao i dugovečni deo radionuklida koji preživljava u primordijalnoj solarnoj magli kroz akreciju planeta. Poznato je 286 takvih nuklida.

## Stabilnost
Svih poznatih 251 stabilnih nuklida, plus još 35 nuklida koji imaju period poluraspada dovoljno dug da prežive od formiranja Zemlje, javljaju se kao primordijalni nuklidi. Ovih 35 primordijalnih radionuklida predstavljaju izotope 28 zasebnih elemenata. Kadmijum, telur, ksenon, neodimijum, samarijum, osmijum i uranijum imaju po dva primordijalna radioizotopa (113Cd, 116Cd; 128Te, 130Te; 124Xe, 136Xe; 144Nd, 150Nd; 147Sm, 148Sm; 184Os, 186Os; and 235U, 238U).
Pošto je starost Zemlje 4,58×109 years (4,6 milijardi godina), vreme poluraspada datih nuklida mora biti veće od oko 108 godina (100 miliona godina) iz praktičnih razloga. Na primer, za nuklid sa vremenom poluraspada 6×107 godina (60 miliona godina), to znači da je prošlo 77 poluživota, što znači da je za svaki mol (6,02×1023 atoms atoma) tog nuklida prisutan pri formiranju Zemlje danas ostalo samo 4 atoma.
Sedam najkraće živućih primordijalnih nuklida (tj. nuklida sa najkraćim poluživotom) koji su eksperimentalno verifikovani su 87Rb (5,0×1010 years), 187Re (4,1×1010 years), 176Lu (3,8×1010 years), 232Th (1,4×1010 years), 238U (4,5×109 years), 40K (1,25×109 years), i 235U (7,0×108 years). Ovo je sedam nuklida sa periodom poluraspada koji je uporediv sa ili nešto manjim od procenjene starosti univerzuma. (87Rb, 187Re, 176Lu, i 232Th imaju vreme poluraspada nešto duže od starosti univerzuma.) Za kompletnu listu od 35 poznatih primordijalnih radionuklida, uključujući preostalih 28 sa poluraspadom mnogo dužim od starosti univerzuma, pogledajte kompletnu listu. U praktične svrhe, nuklidi sa poluraspadom mnogo dužim od starosti univerzuma mogu se tretirati kao da su stabilni. 87Rb, 187Re, 176Lu, 232Th, i 238U imaju dovoljno dugo vreme poluraspada da je njihovo raspadanje ograničeno na geološkim vremenskim skalama; 40K i 235U imaju kraće vreme poluraspada i stoga su ozbiljno iscrpljeni, ali su i dalje dovoljno dugovečni da značajno opstanu u prirodi.
Najdugovečniji izotop za koji nije dokazano da je primordijalni je 146Sm, koji ima vreme poluraspada od 1,03×108 godina, zatim 244Pu (8,08×107 years) i 92Nb (3,5×107 years). Prijavljeno je da 244Pu postoji u prirodi kao primordijalni nuklid, iako ga kasnija studija nije otkrila. Uzimajući u obzir da svi ovi nuklidi moraju postojati najmanje 4,6×109 godina, 146Sm mora preživjeti 45 perioda poluraspada (i samim tim biti redukovan za 245 ≈ 4×1013), 244Pu mora preživeti 57 (i biti redukovan za faktor od 257 ≈ 1×1017), a 92Nb mora preživeti 130 (i biti redukovan za 2130 ≈ 1×1039). Matematički, uzimajući u obzir verovatne početne količine ovih nuklida, primordijalni 146Sm i 244Pu bi trebalo da opstanu negde unutar Zemlje do danas, čak i ako se ne mogu identifikovati u relativno malom delu Zemljine kore dostupnom ljudskim testovima, dok 92Nb i svi nuklidi kraćeg veka ne bi trebalo. Nuklidi kao što je 92Nb koji su bili prisutni u primordijalnoj solarnoj magli, ali su se odavno potpuno raspali, i nazivaju se izumrli radionuklidi ako nemaju drugog načina da se regenerišu.
Pošto se primordijalni hemijski elementi često sastoje od više od jednog prvobitnog izotopa, postoje samo 83 različita primordijalna hemijska elementa. Od njih 80 ima najmanje jedan opservaciono stabilan izotop, a tri dodatna primordijalna elementa imaju samo radioaktivne izotope (bizmut, torijum i uranijum).